# El antiplanetismo
«El antiplanetismo» es un sencillo publicado por el grupo granadino Los Planetas el 9 de abril de 2021 en formato digital y en vinilo de 7 pulgadas el 2 de julio de 2021. El comunicado promocional contiene las frases "lo hipócrita sería callar o hablar al amparo de la corrección política, de las banderas, de las tendencias. De un salario ruin. Los planetas vuelven para hablar claro y dar que hablar. Después de pensar, después de escuchar. Y vamos a escucharlos. Alertando contra la falta de pensamiento crítico y alentando a recuperar el placer como fin y fundamento de la vida, la real, la que está más acá de las pantallas. El resto sigue siendo cosa tuya".
La cara B es Alegrías de Graná (2021), canción con lyric video dirigido por Antonio J. Mairena. La nota promocional indica que "Los Planetas ni inventan ni perfeccionan las alegrías de Graná, pero inventan y perfeccionan al mismo tiempo un palo, que es pop cambiao y juguetillo de Graná". Jota declara que la canción "está tocada por un guitarrista flamenco, Edu Espín, que es el hijo de Carmen Linares y trabaja mucho con Soleá Morente. Es voz, palmas y guitarras, unas alegrías tradicionales. Una canción de rock tocada con un compás de alegrías. Al final el rock and roll y el flamenco son parecidos porque es música de guitarras. Partes de la letra están sacadas del cancionero popular".
Las dos canciones se incluyen en el álbum de Los Planetas Las canciones del agua (El Ejército Rojo, 2022).

## Lista de canciones
1. El antiplanetismo 4:44
2. Alegrías de Graná 3:30

## Créditos
Música 1 y 2: J. Letra 1: Jota. Letra 2: Jota y tradicional.
Jota: voz, guitarra, teclados y percusión en 1, guitarra y palmas en 2.  Julián: bajo en 1.  Florent: guitarra en 1. Eric: batería en 1. Natalia Drago: guitarra en 1, bajo y palmas en 2. Edu Espín: guitarra y palmas en 2.
La portada es obra de Javier Aramburu, basándose en una ilustración de Federico García Lorca para Alegrías de Graná.

## Videoclip
El vídeo promocional de Alegrías de Graná es un montaje de Jaime Beltrán (sonido) y Antonio J. Mairena (imagen) sobre imágenes públicas extraídas de YouTube.